# Portret Babetty Singer, ciotki artysty
Portret Babetty Singer, ciotki artysty – obraz olejny malarza Henryka Rodakowskiego. Dzieło jest przechowywane w Muzeum Narodowym w Warszawie.

## Opis
Obraz przedstawia ciotkę artysty, Babettę Singer, z którą był mocno związany emocjonalnie. Wizerunek ten zbliżony jest w nastroju do wcześniejszego Portretu matki, przypomina go głębokim spokojem i skupieniem przedstawionej postaci. Rodakowski ukazał na płótnie postać staruszki o łagodnych rysach. Malarz nie próbował ukryć zaawansowanego wieku swojej modelki, ale oddał go z dużym realizmem. Jednocześnie ujmujące spojrzenie kobiety, łagodny wyraz jej twarzy, wokół której rozpościera się siwizna włosów i biel czepka pozwalają odczuć naturalne ciepło Babetty Singer. Postać ciotki malarza wydaje się pozbawiona ruchu, ale jednocześnie realna, jakby została dostrzeżona gdzieś w domowym zaciszu nad książką. Obraz utrzymany jest w wąskiej, ciemnej i ciepłej gamie kolorystycznej, rzuconej na nieco zimniejsze, zielonkawe tło. W partiach dłoni i twarzy można zauważyć jasne, błyszczące laserunki. Twarz Babetty Singer promienieje blaskiem. Kompozycja portretu oparta jest na figurze trójkąta. 
Portret Babetty Singer jest oceniany przez współczesnych krytyków jako jedno z najlepszych dzieł portretowych Rodakowskiego, obraz, w którym artysta ukazuje swoje mistrzostwo.